# Cselgáncs az 1996. évi nyári olimpiai játékokon
Az 1996. évi nyári olimpiai játékokon a cselgáncsban hét férfi és hét női súlycsoportban mérkőztek.

## Összesített éremtáblázat
(A táblázatokban Magyarország és a rendező ország sportolói eltérő háttérszínnel, az egyes számoszlopok legmagasabb értéke vagy értékei vastagítással kiemelve.)
| Az 1996. évi nyári olimpiai játékok éremtáblázata cselgáncsban | Az 1996. évi nyári olimpiai játékok éremtáblázata cselgáncsban | Az 1996. évi nyári olimpiai játékok éremtáblázata cselgáncsban | Az 1996. évi nyári olimpiai játékok éremtáblázata cselgáncsban | Az 1996. évi nyári olimpiai játékok éremtáblázata cselgáncsban | Olimpia  |
| -------------------------------------------------------------- | -------------------------------------------------------------- | -------------------------------------------------------------- | -------------------------------------------------------------- | -------------------------------------------------------------- | -------- |
|                                                                | Ország                                                         | Arany                                                          | Ezüst                                                          | Bronz                                                          | Összesen |
| 1.                                                             | Japán (JPN)                                                    | 3                                                              | 4                                                              | 1                                                              | 8        |
| 2.                                                             | Franciaország (FRA)                                            | 3                                                              | 0                                                              | 3                                                              | 6        |
| 3.                                                             | Dél-Korea (KOR)                                                | 2                                                              | 4                                                              | 2                                                              | 8        |
| 4.                                                             | Kuba (CUB)                                                     | 1                                                              | 1                                                              | 4                                                              | 6        |
| 5.                                                             | Belgium (BEL)                                                  | 1                                                              | 1                                                              | 2                                                              | 4        |
| 6.                                                             | Lengyelország (POL)                                            | 1                                                              | 1                                                              | 0                                                              | 2        |
| 7.                                                             | Németország (GER)                                              | 1                                                              | 0                                                              | 4                                                              | 5        |
| 8.                                                             | Kína (CHN)                                                     | 1                                                              | 0                                                              | 1                                                              | 2        |
| 9.                                                             | Észak-Korea (PRK)                                              | 1                                                              | 0                                                              | 0                                                              | 1        |
|                                                                |                                                                |                                                                |                                                                |                                                                |          |
| 10.                                                            | Spanyolország (ESP)                                            | 0                                                              | 1                                                              | 2                                                              | 3        |
| 11.                                                            | Olaszország (ITA)                                              | 0                                                              | 1                                                              | 1                                                              | 2        |
| 12.                                                            | Üzbegisztán (UZB)                                              | 0                                                              | 1                                                              | 0                                                              | 1        |
|                                                                |                                                                |                                                                |                                                                |                                                                |          |
| 13.                                                            | Hollandia (NED)                                                | 0                                                              | 0                                                              | 3                                                              | 3        |
| 14.                                                            | Brazília (BRA)                                                 | 0                                                              | 0                                                              | 2                                                              | 2        |
| 15.                                                            | Grúzia (GEO)                                                   | 0                                                              | 0                                                              | 1                                                              | 1        |
| 15.                                                            | Mongólia (MGL)                                                 | 0                                                              | 0                                                              | 1                                                              | 1        |
| 15.                                                            | Egyesült Államok (USA)                                         | 0                                                              | 0                                                              | 1                                                              | 1        |
|                                                                |                                                                |                                                                |                                                                |                                                                |          |
| Összesen                                                       | Összesen                                                       | 14                                                             | 14                                                             | 28                                                             | 56       |

## Férfi

### Éremtáblázat
| Az 1996. évi nyári olimpiai játékok éremtáblázata férfi cselgáncsban | Az 1996. évi nyári olimpiai játékok éremtáblázata férfi cselgáncsban | Az 1996. évi nyári olimpiai játékok éremtáblázata férfi cselgáncsban | Az 1996. évi nyári olimpiai játékok éremtáblázata férfi cselgáncsban | Az 1996. évi nyári olimpiai játékok éremtáblázata férfi cselgáncsban | Olimpia  |
| -------------------------------------------------------------------- | -------------------------------------------------------------------- | -------------------------------------------------------------------- | -------------------------------------------------------------------- | -------------------------------------------------------------------- | -------- |
|                                                                      | Ország                                                               | Arany                                                                | Ezüst                                                                | Bronz                                                                | Összesen |
| 1.                                                                   | Japán (JPN)                                                          | 2                                                                    | 2                                                                    | 0                                                                    | 4        |
| 2.                                                                   | Franciaország (FRA)                                                  | 2                                                                    | 0                                                                    | 2                                                                    | 4        |
| 3.                                                                   | Dél-Korea (KOR)                                                      | 1                                                                    | 2                                                                    | 1                                                                    | 4        |
| 4.                                                                   | Németország (GER)                                                    | 1                                                                    | 0                                                                    | 3                                                                    | 4        |
| 5.                                                                   | Lengyelország (POL)                                                  | 1                                                                    | 0                                                                    | 0                                                                    | 1        |
|                                                                      |                                                                      |                                                                      |                                                                      |                                                                      |          |
| 6.                                                                   | Olaszország (ITA)                                                    | 0                                                                    | 1                                                                    | 0                                                                    | 1        |
| 6.                                                                   | Spanyolország (ESP)                                                  | 0                                                                    | 1                                                                    | 0                                                                    | 1        |
| 6.                                                                   | Üzbegisztán (UZB)                                                    | 0                                                                    | 1                                                                    | 0                                                                    | 1        |
|                                                                      |                                                                      |                                                                      |                                                                      |                                                                      |          |
| 9.                                                                   | Brazília (BRA)                                                       | 0                                                                    | 0                                                                    | 2                                                                    | 2        |
| 10.                                                                  | Belgium (BEL)                                                        | 0                                                                    | 0                                                                    | 1                                                                    | 1        |
| 10.                                                                  | Egyesült Államok (USA)                                               | 0                                                                    | 0                                                                    | 1                                                                    | 1        |
| 10.                                                                  | Grúzia (GEO)                                                         | 0                                                                    | 0                                                                    | 1                                                                    | 1        |
| 10.                                                                  | Hollandia (NED)                                                      | 0                                                                    | 0                                                                    | 1                                                                    | 1        |
| 10.                                                                  | Kuba (CUB)                                                           | 0                                                                    | 0                                                                    | 1                                                                    | 1        |
| 10.                                                                  | Mongólia (MGL)                                                       | 0                                                                    | 0                                                                    | 1                                                                    | 1        |
|                                                                      |                                                                      |                                                                      |                                                                      |                                                                      |          |
| Összesen                                                             | Összesen                                                             | 7                                                                    | 7                                                                    | 14                                                                   | 28       |

### Érmesek
| Az 1996. évi nyári olimpiai játékok férfi érmesei cselgáncsban |                                               |                                                 |                                             |
| Versenyszám                                                    | Arany                                         | Ezüst                                           | Bronz                                       |
| Nehézsúly +95 kg                                               | David Douillet · Franciaország (FRA)          | Ernesto Pérez · Spanyolország (ESP)             | Frank Möller · Németország (GER)            |
| Nehézsúly +95 kg                                               | David Douillet · Franciaország (FRA)          | Ernesto Pérez · Spanyolország (ESP)             | Harry Van Barneveld · Belgium (BEL)         |
| Félnehézsúly 95 kg                                             | Paweł Nastula · Lengyelország (POL)           | Kim Minszu (Kim Min-su) · Dél-Korea (KOR)       | Stéphane Traineau · Franciaország (FRA)     |
| Félnehézsúly 95 kg                                             | Paweł Nastula · Lengyelország (POL)           | Kim Minszu (Kim Min-su) · Dél-Korea (KOR)       | Aurélio Miguel · Brazília (BRA)             |
| Középsúly 86 kg                                                | Cson Gijong (Jeon Gi-Yeong) · Dél-Korea (KOR) | Armen Bagdasarov · Üzbegisztán (UZB)            | Marko Spittka · Németország (GER)           |
| Középsúly 86 kg                                                | Cson Gijong (Jeon Gi-Yeong) · Dél-Korea (KOR) | Armen Bagdasarov · Üzbegisztán (UZB)            | Mark Huizinga · Hollandia (NED)             |
| Váltósúly 78 kg                                                | Djamel Bouras · Franciaország (FRA)           | Koga Tosihiko · Japán (JPN)                     | Soso Liparteliani · Grúzia (GEO)            |
| Váltósúly 78 kg                                                | Djamel Bouras · Franciaország (FRA)           | Koga Tosihiko · Japán (JPN)                     | Cso Incshol (Jo In-Cheol) · Dél-Korea (KOR) |
| Könnyűsúly 71 kg                                               | Nakamura Kenzó · Japán (JPN)                  | Kvak Teszong (Gwak Dae-Seong) · Dél-Korea (KOR) | Christophe Gagliano · Franciaország (FRA)   |
| Könnyűsúly 71 kg                                               | Nakamura Kenzó · Japán (JPN)                  | Kvak Teszong (Gwak Dae-Seong) · Dél-Korea (KOR) | Jimmy Pedro · Egyesült Államok (USA)        |
| Harmatsúly 65 kg                                               | Udo Quellmalz · Németország (GER)             | Nakamura Jukimasza · Japán (JPN)                | Israel Hernández · Kuba (CUB)               |
| Harmatsúly 65 kg                                               | Udo Quellmalz · Németország (GER)             | Nakamura Jukimasza · Japán (JPN)                | Henrique Guimarães · Brazília (BRA)         |
| Légsúly 60 kg                                                  | Nomura Tadahiro · Japán (JPN)                 | Girolamo Giovinazzo · Olaszország (ITA)         | Richard Trautmann · Németország (GER)       |
| Légsúly 60 kg                                                  | Nomura Tadahiro · Japán (JPN)                 | Girolamo Giovinazzo · Olaszország (ITA)         | Dorjpalamyn Narmandakh · Mongólia (MGL)     |

## Női

### Éremtáblázat
| Az 1996. évi nyári olimpiai játékok éremtáblázata női cselgáncsban | Az 1996. évi nyári olimpiai játékok éremtáblázata női cselgáncsban | Az 1996. évi nyári olimpiai játékok éremtáblázata női cselgáncsban | Az 1996. évi nyári olimpiai játékok éremtáblázata női cselgáncsban | Az 1996. évi nyári olimpiai játékok éremtáblázata női cselgáncsban | Olimpia  |
| ------------------------------------------------------------------ | ------------------------------------------------------------------ | ------------------------------------------------------------------ | ------------------------------------------------------------------ | ------------------------------------------------------------------ | -------- |
|                                                                    | Ország                                                             | Arany                                                              | Ezüst                                                              | Bronz                                                              | Összesen |
| 1.                                                                 | Dél-Korea (KOR)                                                    | 1                                                                  | 2                                                                  | 1                                                                  | 4        |
| 1.                                                                 | Japán (JPN)                                                        | 1                                                                  | 2                                                                  | 1                                                                  | 4        |
| 3.                                                                 | Kuba (CUB)                                                         | 1                                                                  | 1                                                                  | 3                                                                  | 5        |
| 4.                                                                 | Belgium (BEL)                                                      | 1                                                                  | 1                                                                  | 1                                                                  | 3        |
| 5.                                                                 | Franciaország (FRA)                                                | 1                                                                  | 0                                                                  | 1                                                                  | 2        |
| 5.                                                                 | Kína (CHN)                                                         | 1                                                                  | 0                                                                  | 1                                                                  | 2        |
| 7.                                                                 | Észak-Korea (PRK)                                                  | 1                                                                  | 0                                                                  | 0                                                                  | 1        |
|                                                                    |                                                                    |                                                                    |                                                                    |                                                                    |          |
| 8.                                                                 | Lengyelország (POL)                                                | 0                                                                  | 1                                                                  | 0                                                                  | 1        |
|                                                                    |                                                                    |                                                                    |                                                                    |                                                                    |          |
| 9.                                                                 | Hollandia (NED)                                                    | 0                                                                  | 0                                                                  | 2                                                                  | 2        |
| 9.                                                                 | Spanyolország (ESP)                                                | 0                                                                  | 0                                                                  | 2                                                                  | 2        |
| 11.                                                                | Németország (GER)                                                  | 0                                                                  | 0                                                                  | 1                                                                  | 1        |
| 11.                                                                | Olaszország (ITA)                                                  | 0                                                                  | 0                                                                  | 1                                                                  | 1        |
|                                                                    |                                                                    |                                                                    |                                                                    |                                                                    |          |
| Összesen                                                           | Összesen                                                           | 7                                                                  | 7                                                                  | 14                                                                 | 28       |

### Érmesek
| Az 1996. évi nyári olimpiai játékok női érmesei cselgáncsban |                                             |                                                    |                                                     |
| Versenyszám                                                  | Arany                                       | Ezüst                                              | Bronz                                               |
| Nehézsúly +72 kg                                             | Szun Fu-ming (Sun Fuming) · Kína (CHN)      | Estela Rodríguez · Kuba (CUB)                      | Johanna Hagn · Németország (GER)                    |
| Nehézsúly +72 kg                                             | Szun Fu-ming (Sun Fuming) · Kína (CHN)      | Estela Rodríguez · Kuba (CUB)                      | Christine Cicot · Franciaország (FRA)               |
| Félnehézsúly 72 kg                                           | Ula Werbrouck · Belgium (BEL)               | Tanabe Jóko · Japán (JPN)                          | Yleina Scapin · Olaszország (ITA)                   |
| Félnehézsúly 72 kg                                           | Ula Werbrouck · Belgium (BEL)               | Tanabe Jóko · Japán (JPN)                          | Diadenis Luna · Kuba (CUB)                          |
| Középsúly 66 kg                                              | Cso Minszon (Jo Min-Seon) · Dél-Korea (KOR) | Aneta Szczepańska · Lengyelország (POL)            | Vang Hszian-po (Wang Xianbo) · Kína (CHN)           |
| Középsúly 66 kg                                              | Cso Minszon (Jo Min-Seon) · Dél-Korea (KOR) | Aneta Szczepańska · Lengyelország (POL)            | Claudia Zwiers · Hollandia (NED)                    |
| Váltósúly 61 kg                                              | Emoto Júko · Japán (JPN)                    | Gella Vandecaveye · Belgium (BEL)                  | Jenny Gal · Hollandia (NED)                         |
| Váltósúly 61 kg                                              | Emoto Júko · Japán (JPN)                    | Gella Vandecaveye · Belgium (BEL)                  | Csong Szongszuk (Jeong Seong-Suk) · Dél-Korea (KOR) |
| Könnyűsúly 56 kg                                             | Druilis González · Kuba (CUB)               | Csong Szonjong (Jeong Seon-Yong) · Dél-Korea (KOR) | Isabel Fernández · Spanyolország (ESP)              |
| Könnyűsúly 56 kg                                             | Druilis González · Kuba (CUB)               | Csong Szonjong (Jeong Seon-Yong) · Dél-Korea (KOR) | Marisabel Lomba · Belgium (BEL)                     |
| Harmatsúly 52 kg                                             | Marie-Claire Restoux · Franciaország (FRA)  | Hjon Szukhi (Hyeon Suk-Hui) · Dél-Korea (KOR)      | Szugavara Noriko · Japán (JPN)                      |
| Harmatsúly 52 kg                                             | Marie-Claire Restoux · Franciaország (FRA)  | Hjon Szukhi (Hyeon Suk-Hui) · Dél-Korea (KOR)      | Legna Verdecia · Kuba (CUB)                         |
| Légsúly 48 kg                                                | Kje Szunhi (Gye Sunhui) · Észak-Korea (PRK) | Tamura Rjóko · Japán (JPN)                         | Yolanda Soler · Spanyolország (ESP)                 |
| Légsúly 48 kg                                                | Kje Szunhi (Gye Sunhui) · Észak-Korea (PRK) | Tamura Rjóko · Japán (JPN)                         | Amarilis Savón · Kuba (CUB)                         |